# 13211 Stucky
13211 Stucky eller 1997 JH6 är en asteroid i huvudbältet som upptäcktes den 3 maj 1997 av Spacewatch vid Kitt Peak-observatoriet. Den är uppkallad efter piloten Mark P. Stucky.
Asteroiden har en diameter på ungefär 5 kilometer.